# Тур Фучжоу
Тур Фучжоу (англ. Tour of Fuzhou) — шоссейная многодневная велогонка, с 2012 года проводящаяся в китайском округе Фучжоу, провинция Фуцзянь. Входит в календарь UCI Asia Tour под категорией 2.1 (до 2016 года — 2.2).

## Призёры
| Год  | Победитель      | Второй          | Третий           |
| ---- | --------------- | --------------- | ---------------- |
| 2012 | Чой Ки Хо       | Дэвид Маккэн    | Кос Ерун Керс    |
| 2013 | Рахим Эмеми     | Милан Кадлец    | Кос Ерун Керс    |
| 2014 | Самад Паурсеиди | Амир Колахдожаг | Гадер Мизбани    |
| 2015 | Рахим Эмеми     | Ахад Каземи     | Яспер Оккелун    |
| 2016 | Арвин Моаземи   | Петер Шультинг  | Хамид Паурхашими |
| 2017 | Джей Хиндли     | Fung Ka Hoo     | Станислав Божков |
| 2018 | Илья Давиденок  | Бенжамин Дибал  | Лю Сяньцзинь     |
| 2019 | Артур Федосеев  | Илья Давиденок  | Карлос Кинтеро   |